# Aitona
Aitona è un comune spagnolo di 2 179 abitanti situato nella comunità autonoma della Catalogna.